# Plexaura flava
Plexaura flava är en korallart som beskrevs av Nutting 1910. Plexaura flava ingår i släktet Plexaura och familjen Plexauridae. Inga underarter finns listade i Catalogue of Life.